# Xosé Manuel Vélez
Xosé Manuel Vélez Latorre es un poeta y latinista gallego nacido en Orense (España) en 1963.

## Biografía
Estudió Filología Clásica en la universidad de Salamanca y Filología Germánica en la de Wurzburgo (Alemania). Actualmente ejerce como profesor de lengua latina en el IES Eduardo Blanco Amor de Ourense, una labor simultánea a la de crítico literario en la prensa gallega. Su obra académica la firma con la versión de su nombre en castellano: José Manuel Vélez Latorre.

## Obra
Inició su labor poética con Ritos de auga (1993) , obra ganadora del II Premio Martín Códax. Esta obra, escrita a lo largo de los años ochenta, es un poemario en la misma línea seguida por Gonzalo Navaza en Fábrica íntima, de continuas referencias al mundo grecolatino y de fuerte presencia de la metaliteratura, de referencias continuas, y citas explícitas.
Contra saudade (1996) (Premio Miguel González Garcés) se considera su obra de madurez, obra en la que el hilo axial deriva cara a una reflexión sobre el sentimiento arquetípico y atávico que caracteriza el ser gallego: la saudade. Mas el yo poético se rebela contra este estigma y establece sus orígenes en la duda que todo ser tiene sobre la existencia de un creador divino, hecho que agranda un desamparo vital inherente al ser humano. Es notable también la presencia del mar y del cuerpo femenino.

## Rasgos de su obra
Cultismo, narratividad, distanciamiento entre autor y voz poética, juegos irónicos, simbolismo., presencia continua del mundo clásico.